# Bruderloch (Wenslingen)
Das Bruderloch ist eine Karsthöhle in Wenslingen, im Kanton Basel-Landschaft, in der Schweiz. Sie ist rund 100 Meter lang und liegt am Wanderweg von Wenslingen ins Eital (das Tal des Ergolz-Nebenflusses Eibach).